# 弗朗茨·博普
弗朗茨·博普（德語：[ˈfʁants ˈbɔp]，1791年9月14日—1867年10月23日），旧译葆朴，是日耳曼语言学家，柏林大学教授，普鲁士科学院院士。他知名于对梵语的研究，是历史比较语言学的奠基人。

## 生平
1791年出生于美因茨，早年随父母搬到阿沙芬堡，在当地的中学学习。受卡尔·约瑟夫·希罗尼穆斯·温迪施曼等老师的影响，他开始对东方的语言文学产生了浓厚兴趣。1812年来到巴黎，开始了对梵语的学习研究。
1816年，他出版了第一篇论文《论梵语变位系统：与希腊语，拉丁语，波斯语和日耳曼语相比较》。虽然前人早已指出梵语与波斯语、希腊语、拉丁语和日耳曼诸语的相似性，但他却创造性地研究这些语言在语法和词形变化上的一致性，将它们假定为一个共同起源。这是以前还没有人做过的。1820年，这部作品的英语译本在伦敦出版。
1821年，在威廉·馮·洪堡的推荐下，博普成为了柏林洪堡大學的梵语和比较语法系主任。1822年4月18日成为普鲁士科学院正式院士。1825年结婚。
他最著名的作品是《比较语法》。在书中，他提出了3个主要目标：在相互比较中推导出一个原始变位系统、构拟原始语音法则、探究语法形式的起源。他也是第一位认为阿尔巴尼亚语是印欧语系一个单独语族的语言学家。
1850年当选巴伐利亚科学院外籍院士。1854年当选哥廷根科学院外籍院士。1855年成为美国文理科学院外籍荣誉院士。1867年10月23日在柏林逝世。

## 主要作品
| 年份   | 书名                                                                 |
| ------ | -------------------------------------------------------------------- |
| 1816年 | 《论梵语变位系统：与希腊语，拉丁语，波斯语和日耳曼语相比较》         |
| 1830年 | 《梵语小词汇》                                                       |
| 1833年 | 《梵语、古波斯语、希腊语、拉丁语、立陶宛语、哥特语和德语的比较语法》 |
| 1840年 | 《论马来-波利尼西亚诸语言与印欧语的亲属关系》                        |
| 1842年 | 《印欧语系的高加索语族》                                             |